# André Trochut
André Trochut (Chermignac, 6 oktober 1931 - Geay, 4 augustus 1996) was een Frans wielrenner.

## Carrière
Trochut nam in 1957 aan zijn enige grote ronde deel, en wint een etappe in de Ronde van Frankrijk maar reed deze niet uit. Hij wint ook nog de Tour de l'Aude en wat kleinere wedstrijden.

## Overwinningen
1957
2e etappe (deel A) Ronde van de Aude
6e etappe Ronde van Frankrijk
1958
Gourin
Le Guâ
1959
Langon
Castillon-la-Bataille
1968
Saint-Aigulin

## Resultaten in de voornaamste wedstrijden
| \| Jaar \| Ronde van Italië \| Ronde van Frankrijk \| Ronde van Spanje \| \| ---- \| ---------------- \| ------------------- \| ---------------- \| \| 1957 \| \| opgave (1) \| \|(*) tussen haakjes aantal individuele etappe-overwinningen |                  |                     |                  |
| Jaar | Ronde van Italië | Ronde van Frankrijk | Ronde van Spanje |
| 1957 |                  | opgave (1)          |                  |

Wielerploegen van André Trochut
Abadie ·
Aerenhouts ·
Batan ·
Beuffeuil ·
Bianco ·
Bihouée ·
Bourlès · 
Bouvet ·
Cazala ·
Dacquay ·
Dambrune ·
Desbats ·
Drissi Ben Brahimi ·
Everaerts ·
Fayard ·
Gainche ·
Gauthier ·
Gouget ·
Huot ·
Lapébie ·
Laversin ·
Le Bigaut ·
Leborgne ·
Lebuhotel ·
Le Dissez ·
Massard ·
Meneghini ·
Negroni ·
Paulissen ·
Perpet ·
Picot ·
Pipelin ·
Poulidor ·
Privat ·
Queheille ·
Quevat ·
Ricou ·
Sá ·
Sabathier ·
Sabbadini ·
Schils ·
Sentier ·
Trochut ·
Van den Boer · 

Van Holsbeke ·
Van Tongerloo ·
Vanden Berghen ·
Velly ·
Verdeun ·
Wasko
Abadie ·
Aerenhouts ·
Anastasi ·
Beuffeuil ·
Bianco ·
Bihouée ·
Bourlès · 
Cazala ·
Drissi Ben Brahimi ·
Fayard ·
Ferrer ·
Fraisseix ·
Gainche ·
Gandolfo ·
Gauthier ·
Geyre ·
Hellemans ·
Huot ·
Le Bihan ·
Lebuhotel ·
Le Dissez ·
Manzano ·
Meneghini ·
Picot ·
Pipelin ·
Poulidor ·
Privat ·
Sabbadini ·
Schils ·
Sentier ·
Trochut ·
Vanden Berghen ·
Vercauteren ·
Verdeun ·
Verlinden ·
Wasko
Abadie ·
Aerenhouts ·
Anastasi ·
Bello ·
Beuffeuil ·
Bihouée ·
Bourlès · 
Carfantan ·
Cazala ·
Drissi Ben Brahimi ·
Ferrer ·
Fraisseix ·
Gainche ·
Gandolfo ·
Gestraud ·
Hellemans ·
Huot ·
Jouglain ·
Laversin ·
Leborgne ·
Lebuhotel ·
Le Dissez ·
Manzano ·
Mazeaud ·
Melckenbeeck ·
Meneghini ·
Pipelin ·
Piszczek ·
Poulidor ·
Privat ·
Ricou ·
Sabbadini ·
Schils ·
Sentier ·
Trochut ·
Vanden Berghen ·
Van Schil ·
Verlinden ·
Wasko
Anastasi ·
de Bakker ·
Barmier ·
Bello ·
Benet ·
Bernet ·
Beuffeuil ·
Bihouée ·
Bourlès · 
Brux ·
Cazala ·
Cloarec ·
Deloche ·
Delplanche ·
Eugen · 
Ferrer ·
Fontagneres ·
Fraisseix ·
Gainche ·
Gandolfo ·
Gestraud ·
Hellemans ·
Henwood ·
Jouglain ·
Laversin ·
Le Bihan ·
Leborgne ·
Lebuhotel ·
Le Dissez ·
Le Grevès ·
Manzano ·
Marcarini ·
Martin ·
Mazeaud ·
Melckenbeeck ·
Meriaux ·
Milesi ·
Piszczek ·
H. Poulidor ·
R. Poulidor ·
Quéméré ·
Quevat ·
Ricou ·
Rosnarbo ·
Sabbadini ·
Sentier ·
Serre ·
Trochut ·
Vanden Berghen ·
Van Schil ·
Verhaegen ·
Vermeulen ·
Wasko